# 朱德煦
朱德煦（1931年12月—2015年6月10日），男，江苏吴县人，中国生物化学家，曾任南京大学生命科学学院院长、教授、博士生导师。